# ГЕС Zhōuníng
ГЕС Zhōuníng (周宁水电站) — гідроелектростанція на сході Китаю у провінції Фуцзянь. Знаходячись перед ГЕС Qínshān та ГЕС Fēngyuán, входить до складу дериваційного гідровузла, створеного у сточищі річки Muyang, правої притоки Jiaoxi (впадає до затоки Санша північніше від Фучжоу).
В межах проекту лівий витік Muyang річку Longting перекрили греблею із ущільненого котком бетону висотою 72 метра, довжиною 206 метрів та шириною по гребеню 8 метрів, яка утримує водосховище з об'ємом 47 млн м3.
Зі сховища через правобережний гірський масив прокладено дериваціний тунель довжиною 12,3 км з діаметром 6,8 метра, який виводить у долину Qibuxi, правого витоку Muyang. Тут тунель з'єднаний із шахтою висотою 453 метра, верхня частина якої висотою 71 метр та діаметром 8 метрів виконує функцію вирівнювального резервуару. Через нижню частину шахти висотою 382 метра з діаметром 4,7 метра та наступний тунель довжиною 0,15 км ресурс подається до машинного залу.
Основне обладнання станції становлять дві турбіни типу Френсіс потужністю по 125 МВт, які використовують напір до 437 метрів та забезпечують виробництво 658 млн кВт-год електроенергії на рік.